# Elite One 1998
Il campionato era formato da sedici squadre e il Cotonsport Garoua vinse il titolo, il secondo della sua storia.

## Classifica finale
| Pos. | Squadra            | G  | V  | N  | P  | GF | GS | Punti |
| ---- | ------------------ | -- | -- | -- | -- | -- | -- | ----- |
| 1    | Cotonsport Garoua  | 30 | 16 | 6  | 8  | 46 | 26 | 54    |
| 2    | Canon Yaoundé      | 30 | 15 | 8  | 7  | 36 | 19 | 53    |
| 3    | Tonnerre Yaoundé   | 30 | 13 | 12 | 5  | 39 | 27 | 51    |
| 4    | Dynamo Douala      | 30 | 15 | 5  | 10 | 31 | 26 | 50    |
| 5    | Union Douala       | 30 | 13 | 10 | 7  | 35 | 21 | 49    |
| 6    | Olympic Mvolyé     | 30 | 12 | 9  | 9  | 41 | 35 | 45    |
| 7    | Port Douala        | 30 | 13 | 6  | 11 | 32 | 33 | 45    |
| 8    | Kumbo Strikers     | 30 | 12 | 7  | 11 | 36 | 34 | 43    |
| 9    | Sable              | 30 | 12 | 7  | 11 | 27 | 31 | 43    |
| 10   | Racing Bafoussam   | 30 | 13 | 10 | 7  | 35 | 21 | 42    |
| 11   | Panthère Bangangté | 30 | 11 | 8  | 11 | 26 | 29 | 41    |
| 12   | Stade Bandjoun     | 30 | 11 | 7  | 12 | 36 | 34 | 40    |
| 13   | Fovu Baham         | 30 | 9  | 6  | 15 | 32 | 32 | 33    |
| 14   | Léopards Douala    | 30 | 8  | 5  | 17 | 30 | 52 | 29    |
| 15   | PWD Bamenda        | 30 | 7  | 5  | 18 | 21 | 46 | 26    |
| 16   | Djerem Berfoua     | 30 | 6  | 4  | 20 | 29 | 55 | 19    |